# Uachdar
Uachdar (gaélique écossais : An t-Uachdar) est un village des Hébrides extérieures sur l’île de Benbecula. Uachdar se trouve dans la paroisse de South Uist.
Le village abrite la seule boulangerie de Benbecula, MacLeans Hebridean Bakery, qui a également un petit magasin.